# Robert Dilts

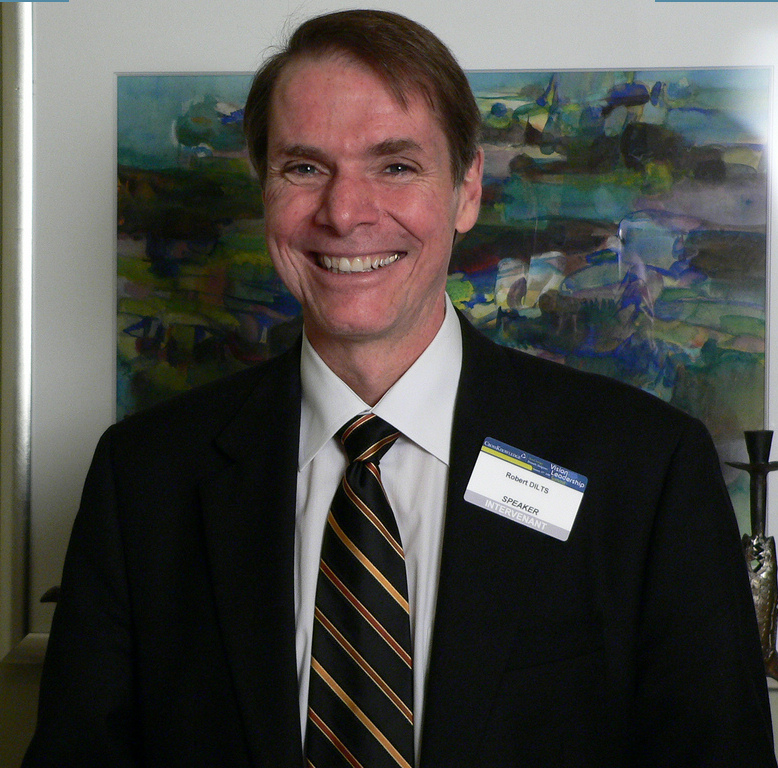
Robert Dilts

Robert Brian Dilts (21 maart 1955) is een ontwikkelaar, schrijver, trainer en coach in Neurolinguïstisch Programmeren (NLP) en is dat sinds het ontstaan en de eerste ontwikkeling ervan in 1975, toen John Grinder en Richard Bandler enkele jaren met NLP bezig waren.
Dilts leverde bijdragen aan de NLP, inclusief de optekening van de Encyclopedia of Systemic NLP. Hij is verantwoordelijk voor de inbreng van verschillende spirituele ideeën in de NLP en is de schrijver van een aantal boeken, inclusief Sleight of mouth over een set van taalpatronen voor veranderende overtuigingen, Verander je overtuigingen, Beliefs: Pathways to Health and Well-Being met Tim Halibom en Suzi Smith en vele anderen. Hij is ook de voornaamste schrijver van NLP, Volume 1, met Richard Bandler, John Grinder en Judith DeLozier.

## Logische niveaus
In de Unified Field Theory ontwikkelde Dilts de 'logische niveaus van leren' van Gregory Bateson verder uit de cybernetica, ook wel systeemtheorie. Volgens deze theorie zijn er zes logische overtuigingsniveaus, waarop mensen dingen leren en aannemen. Indien er een belemmerende overtuiging is op een bepaald niveau, kan dat invloed hebben op alle niveaus daaronder. Om een belemmerende overtuiging afdoende te verhelpen, zal moet iemand werken aan de overtuiging op het betreffende niveau of erboven. Dit zijn, gerangschikt naarmate van belang:
1. zingeving (of spiritualiteit)
2. identiteit
3. overtuiging
4. vermogens
5. gedrag
6. omgeving

## Kritiek
In wetenschappelijke kring wordt het werk van Dilts niet erkend en als pseudowetenschappelijk gezien.

### Boeken
1. Grinder, John & Bandler, Richard * DeLozier, Judith & Dilts, Robert, Neuro-Linguistic Programming: The Study of the Structure of Subjective Experience, Volume I, Meta Publications, Capitola, CA, 1980.
2. Dilts, Robert, Roots of Neuro-Linguistic Programming, Meta Publications, Capitola, CA, 1983.
3. Dilts, Robert, Applications of Neuro-Linguistic Programming, Meta Publications, Capitola, CA, 1983.
4. Dilts, Robert, Changing Belief Systems with NLP, Meta Publications, Capitola, CA,1990.

- vertaling Verander je overtuigingen, Andromeda 2006, ISBN 9055992011

1. Hallbom. Tim & Smith, Suzi & Dilts, Robert, Beliefs: Pathways to Health & Well-Being, Metamorphous Press, Portland, OR, 1990.
2. Todd Epstein & Dilts, Robert, Tools For Dreamers: Strategies of Creativity and the Structure of Innovation, Meta Publications, Capitola, CA, 1991.
3. Dilts, Robert, Cognitive Patterns of Jesus of Nazareth, Dynamic Learning Publications, Ben Lomond, CA, 1992
4. Dilts, Robert & Gino Bonissone Skills for the Future, Meta Publications, Capitola,CA, 1993.
5. Dilts, Robert, Effective Presentation Skills, Meta Publications, Capitola, CA, 1994.
6. Dilts, Robert, Strategies of Genius Volumes I, II & III, Meta Publications, Capitola, CA, 1994-1995.
7. Dilts, Robert, Dynamic Learning, co-authored with Todd Epstein, Meta Publications, Capitola, CA, 1995.
8. Dilts, Robert, Visionary Leadership Skills: Creating a World to Which People Want to Belong, Meta Publications, Capitola, CA, 1996.
9. McDonald Robert & Dilts, Robert, Tools of the Spirit, Meta Publications, Capitola, CA, 1997.
10. Dilts, Robert, Modeling With NLP, Meta Publications, Capitola, CA, 1998.
11. Dilts, Robert, Sleight of Mouth: The Magic of Conversational Belief Change, Meta Publications, Capitola, CA, 1999.
12. DeLozier, Judith & Dilts, Robert, Encyclopedia of Systemic Neuro-Linguistic Programming and NLP New Coding, NLP University Press, Santa Cruz, CA, 2000.

### Artikelen
1. Neuro-Linguistic Programming: A New Psychotherapy, 1978, Realities Conference Presentation Papers, San Francisco, CA.
2. Dilts, Robert, Neuro-Linguistic Programming in Organizational Development, 1979, Organizational Development Network Conference Presentation Papers, New York, NY.
3. Dilts, Robert, Let NLP Work for You, Real Estate Today, February, 1982, Volume 15, Nummer 2.
4. Green, J.D. & Dilts, Robert, Neuro-Linguistic Programming in Family Therapy, in Family Counseling and Therapy, Horne & Olsen editors, 1982, Peacock Publishers, Inc., Itasca, IL.
5. Dilts, Robert & Epstein, Todd, NLP in Training Groups, 1989, Dynamic Learning Publications, Ben Lomond, CA.
6. Hollander, Jaap & Dilts, Robert, NLP & Life Extension: Modeling Longevity, 1990, Dynamic Learning Publications, Ben Lomond, CA.
7. Dilts, Robert & Feldenkrais, Moshe, NLP of the Body, 1990, Dynamic Learning Publications, Ben Lomond, CA.
8. Dilts, Robert, Applications of NLP in Health: Overview of the Seven C’s Model, Anchor Point, augustus 1992, Salt Lake City, UT
9. Dilts, Robert, NLP and Self-Organization Theory, Anchor Point, juni 1995, Salt Lake City, UT.
10. Dilts, Robert, NLP, Self-Organization and Strategies of Change Management, Anchor Point, juli 1995, Salt Lake City, UT.
11. Dilts, Robert, Dynamic Assessment, Anchor Point, oktober 1995, Salt Lake City, UT.
12. Dilts, Robert, Bringing Light Into The Darkness: The Principle of Positive Intention, Anchor Point, december 1995, Salt Lake City, UT.
13. Dilts, Robert, Modeling the Wisdom of Jesus, Anchor Point, februari 1996, Salt Lake City, UT.
14. Dilts, Robert, Thought Viruses, Mental Maps and Health, Anchor Point, maart-april 1996, Salt Lake City, UT.
15. Dilts, Robert, Darwin’s Thinking Path, Anchor Point, november 1996, Salt Lake City, UT.
16. Dilts, Robert & DeLozier, Judith, Map and Territory, co-authored, Anchor Point, mei & juni 1997, Salt Lake City, UT.
17. Dilts, Robert, The Process of Reimprinting, Anchor Point, juli & augustus 1997, Salt Lake City, UT.
18. Dilts, Robert, Time Lines, Anchor Point, oktober 1997, Salt Lake City, UT.
19. Dilts, Robert, NLP and Intellectual Property, Anchor Point, december 1997, Salt Lake City, UT.
20. Dilts, Robert & DeLozier, Judith, The Evolution of Perceptual Positions, co-authored, Anchor Point, september 1998, Salt Lake City, UT.
21. Dilts, Robert, Transderivational Morphology, Anchor Point, mei, 1999, Salt Lake City, UT.
22. Dilts, Robert, Research and NLP, The Health Attractor Journal, september 1999, Salt Lake City, UT.